# Parque da Aclimação
O Parque da Aclimação é uma área pública de lazer localizada na região central da cidade de São Paulo, Brasil, no bairro da Aclimação, distrito da Liberdade, que atualmente conta com uma área de 112 mil metros quadrados e foi inaugurado em 1939. O local foi sede do primeiro zoológico da cidade, fundado em 1892 nas terras do antigo Sítio do Tapanhoin, por Carlos Botelho inspirado no Jardin d’acclimatation, em Paris. O parque foi adquirido pela Prefeitura no ano de sua inauguração, anteriormente pertencente a família de Carlos Botelho. 
O parque foi tombado em 1986 pelo Conselho de Defesa do Patrimônio Histórico, preocupado com a cessão de áreas do parque à particulares. E seu processo de tombamento pode ser encontrado online no site da Faculdade de Arquitetura e Urbanismo da Universidade de São Paulo. Hoje, área abriga um lago de cerca de 70 mil metros cúbicos de água, jardim japonês com espelho d'água, concha acústica, playgrounds, aparelhos de ginástica, pista de cooper e caminhada além de campos de futebol, voleibol e basquetebol. Sua fauna conta com cerca de 85 espécies, com 65 aves como garças, quero-quero, chupim, joão-de-barro, martin-pescador e sabiá-laranjeira. A vegetação local tem áreas ajardinadas com espécies nativas com espécies exóticas e nativas, como o guanandi, jacarandá-mimoso, um extenso eucaliptal e árvores frutíferas como o jaboticabal.
Atualmente, o parque recebe de cinco a sete mil pessoas nos fins de semana. Ao contrário dos tempos em que se chamava Jardim da Aclimação e atraía moradores de outros pontos da capital em busca de lazer, hoje a maioria dos seus frequentadores vive no bairro. O parque conta atividades gratuitas como ginástica dançante com músicas contemporâneas, de terças, quintas e sábados das 7h30 às 8h30.

## História do parque
Após anos de estudos em Paris frequentando o "Jardin d'Acclimatation", Carlos Botelho volta ao Brasil em 1880 com o desejo de construir um logradouro semelhante na cidade de São Paulo. Ele também tinha a intenção de provar que raças de gado europeias poderiam se desenvolver na capital paulista, caso fossem cuidadas da mesma maneira. Após comprar uma gleba de onde antes havia sido a Colônia da Glória, ele fundou o Jardim da Aclimação em 1892, onde construiu uma granja leiteria, um bosque, uma parquinho que de diversões e um zoológico. O projeto de adaptação do gado foi o que deu origem ao nome escolhido. Em pouco tempo, o parque se tornou um ponto turístico para todas as famílias paulistanas. Mais tarde, Carlos Botelho passava tudo para os filhos que começam a dividir e vender parte das terras próximas ao Parque que eram privadas, e, dessa maneira, obras começavam a contornar o grande jardim e seu brilho foi se perdendo.
Em 1939, o Prefeito de São Paulo Francisco Prestes Maia, inconformado com o loteamento do Parque da Aclimação pelos herdeiros de Carlos Botelho, procurou a família para apresentar uma proposta de compra por parte da Prefeitura de São Paulo e foi aceita. Havia cerca de uma década, já estava prevista a execução de um grande projeto de urbanismo ali, que constava do "Plano de Avenidas", mas não foi dada prioridade a ele.
O declínio do Parque que já ocorria na década de 30 se acentuou: o zoológico que ali existia foi retirado, o parque de diversões, depredado, o lago acabou sendo poluído pelo acumulo de lodo, e o mato tomou conta do que antes era um gramado. Após 16 anos, em 1955, surgiu a ideia de um projeto ambicioso que prometia uma granja leiteira, um novo parquinho, uma pista de ciclismo, um restaurante-abrigo, charretes e animais como cabras e ovelhas espalhadas pelo parque. Esse projeto teve que ser deixado de lado e foi substituída por algumas reformas, iniciadas por Jânio Quadros e concluídas na administração de William Salem, como as alamedas que receberam asfalto, postes de iluminação que foram instalados e a construção da concha acústica utilizada até hoje para shows. Em 1956, o local ganhou também um campo de futebol.
Menos de dez anos depois, na década de 1960, as reclamações da comunidade recomeçaram. Desta vez, no entanto, além de resíduos, buracos e mato, a preocupação era com ladrões e usuários de drogas que haviam se deslocado de pontos mais centrais e visados pela polícia, como o Jardim da Luz, para os bairros. A situação chegou a tal ponto que em 1969, o jornal O Estado de S. Paulo publicou um alerta à população, para que não fosse ao parque nem mesmo durante o dia: “... as más intenções se escondem por detrás da vegetação espessa ou da escuridão quase total que marcam o Parque da Aclimação”.
Em 1972, já na administração Figueiredo Ferraz, o parque passou por sua última grande reforma. Uma das providências, estendida a muitas praças da cidade, foi a colocação de grades em volta da área, com o objetivo de controlar a entrada pelos seus quatro portões. Foram restauradas benfeitorias já existentes, como o antigo ancoradouro, a concha acústica, as pistas de bocha,  as alamedas e canteiros, a praça esportiva, que recebeu novos alambrados e arquibancadas. Um novo playground também foi construído, aproveitando os desníveis do terreno.
O Parque da Aclimação já teve até zoológico, o primeiro da cidade aliás, jardim com alamedas e lago para lazer dos paulistanos. Além também de uma leiteria com posto zootécnico e botânico.
O zoológico do Parque já foi uma grande sensação da cidade de São Paulo. Tinha peixe elétrico da Amazônia, hienas africanas e camelos, nos quais era possível montar. Graças à uma parceria com o grupo da cervejaria Antárctica, que fornecia o gelo, o Parque teve até um urso polar com habitat climatizado.
Desde aquela época, o Parque vivia frequentando as manchetes dos jornais, mas por outros motivos diferentes dos de hoje. Certa vez um tratador foi atacado por um leão e uma sucuri gigante fugiu do local e teve que ser carregada por cinco homens, após sua captura. Os dois fatos ganham ampla cobertura da imprensa paulistana, na época.
O Parque hoje é frequentado por moradores do bairro da Aclimação e de bairros ao redor, como Vila Mariana, Cambuci e Centro. Sua vegetação nativa, lago e aparelhos de ginástica e culturais são alguns de seus atrativos.

## Significado histórico e cultural

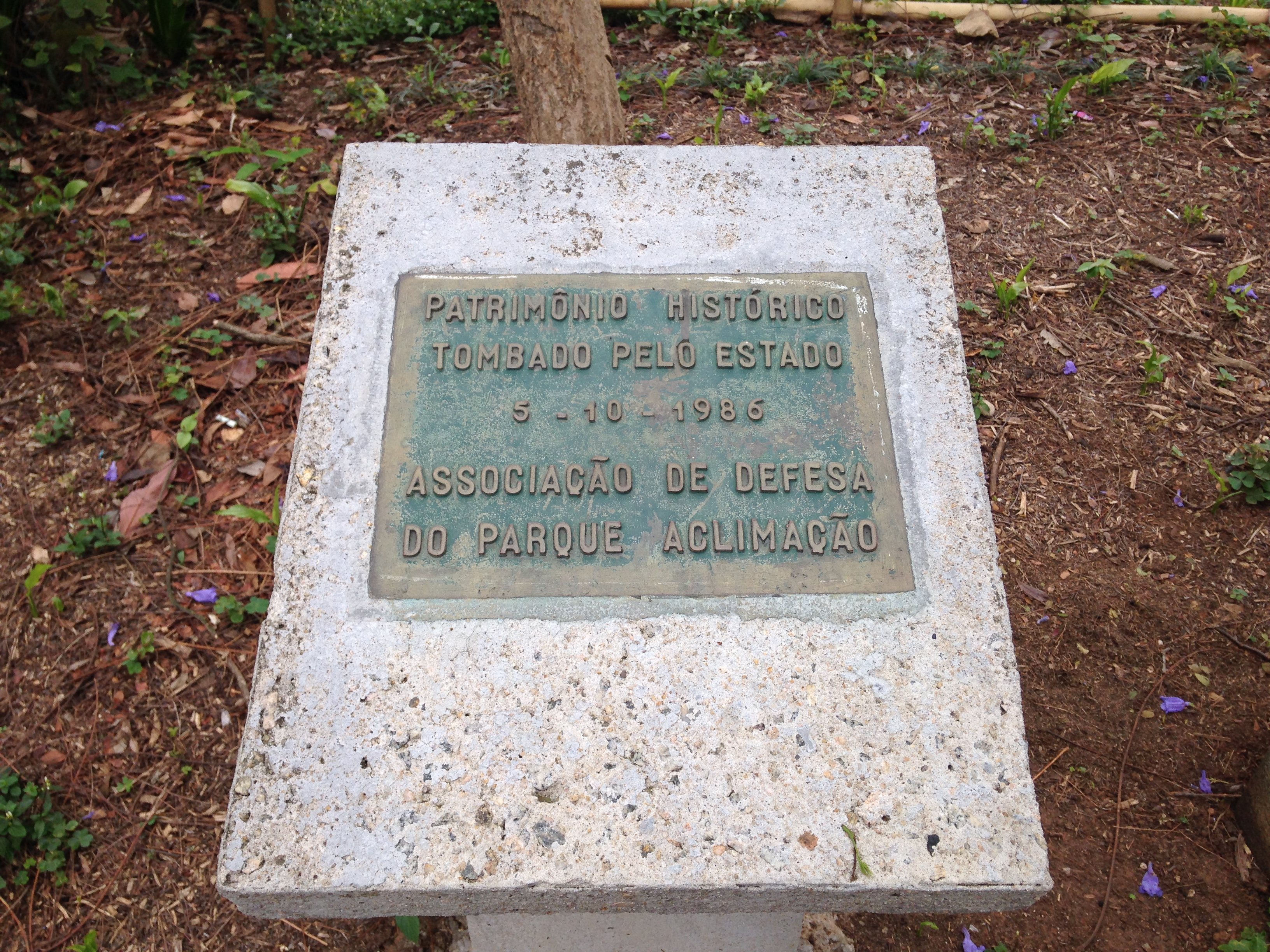
Placa de tombamento do Parque

De zoológico inspirado em parque de Paris a patrimônio tombado foram muitos anos. Desde sua aquisição pela prefeitura em 1939, o Parque da Aclimação teve muitas de suas áreas cedidas a particulares, cessões que foram realizadas durante as sucessivas gestões municipais, que utilizaram a área para outros fins, inclusive para construção de uma escola ao lado do Parque. De uma área de 182 mil metros quadrados que foram inicialmente adquiridos, restavam apenas 112 mil metros quadrados quando a Associação de Defesa do Parque da Aclimação entrou com o pedido de tombamento do local junto ao Conselho de Defesa do Patrimônio Histórico, Artístico, Arquitetônico e Turístico do Estado (Condephaat), em 1986. Em outubro de 1992, o Parque da Aclimação foi tombado pelo Condephaat, eliminado, em partes, os perigos de retalhamento e de obras que ameacem sua integridade.
Dentre os motivos de seu tombamento explícitos em processo encontram-se: a localização central do parque; os baixos índices de áreas verdes no setor centro-oeste da cidade; o papel desempenhado pela vegetação local na melhoria das condições do clima urbano e a melhoria do conforto ambiental; a importância do Parque para evolução urbana local e fundação do bairro da Aclimação; o grande potencial do Parque para o desenvolvimento de atividades de lazer; e a já citada sucessiva redução da área do Parque ao longo do tempo.
Partindo destes motivos, o contorno para o tombamento da área foi feito com base na Planta do Sistema Cartográfico Metropolitano de São Paulo (CEGRAN). A partir do tombamento, o então presidente do Condephaat, Paulo de Mello Bastos, entrou, em 23 de dezembro de 1987, com um oficio solicitando um plano de recuperação do bosque do Parque da Aclimação, com máxima urgência.

## Arquitetura, fauna e flora local
O Parque da Aclimação está localizado na Rua Muniz de Souza, 1119, no bairro da Aclimação. Possui 6 entradas para o público e sua infraestrutura conta com concha acústica, área de descanso, bicicletário com 15 vagas, bebedouros, 6 churrasqueiras, cerca de 40 lixeiras e 49 bancos, 9 mesas-bancos, 3 quiosques, 3 sanitários e um local para alimentar pássaros.
Há também um campo de bocha de 403 metros quadrados, um Estádio Municipal, 7 mesas para jogos, uma pista de cooper de 1500 metros e trilha de 136 metros. Um grande lago com espécies nativas, um Jardim Japonês, um viveiro de animais com 4 metros quadrados e um viveiro de mudas com 108 metros quadrados.
A Secretaria Municipal de Cultura gere uma biblioteca no local que conta com um acervo de 31 mil exemplares de livros de variados assuntos. Cerca de 500 títulos versam a respeito do meio-ambiente.
O extenso eucaliptal do parque foi tombado pelo Conselho Municipal de Preservação do Patrimônio Histórico, Cultural e Ambiental da Cidade de São Paulo (CONPRESP) em 2007, junto com as áreas envoltórias do parque. Dentre os motivos do tombamento estão o conjunto de áreas verdes remanescentes no local, a situação topográfica em que a área está inserida, a fauna e a flora que ali sobrevivem e a importância histórica e urbanística do local.
Por conta do grande lago, predominam no parque as aves aquáticas, como o savacu, o biguá também conhecido como pato-d'água, e o guarda-rios; além de peixes como tilápias e as carpas coloridas e de espelho. Frequentemente também se veem aves migratórias no local, além de periquitos verdes que habitam o parque. O gambá-de-orelha-preta é a única espécie de mamífero que habita o parque. Também habitam o parque e lago tartarugas e cisnes, bem como carpas e tilápias.

### Estádio Municipal Jack Marin

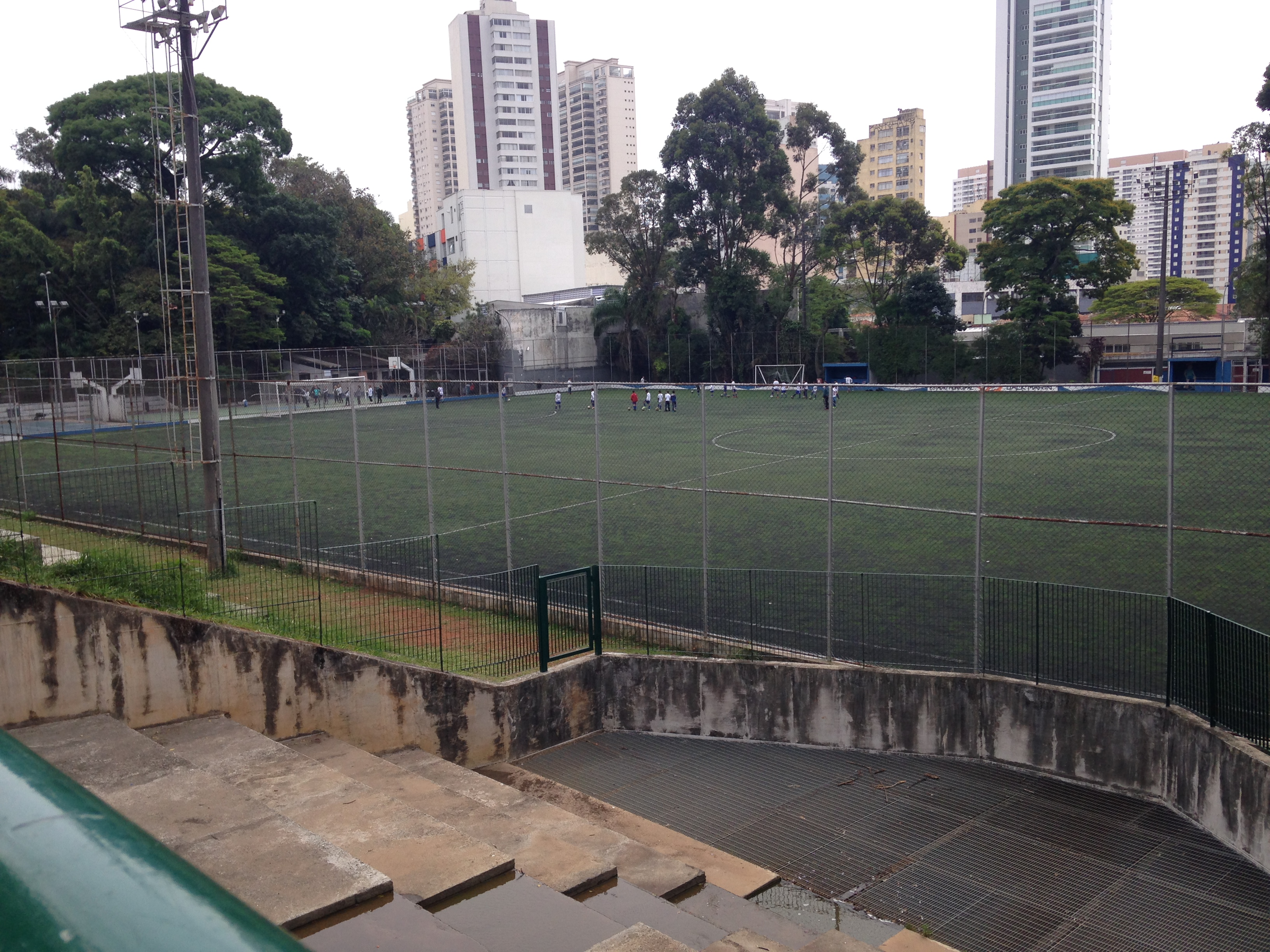
Campo de Futebol no Estádio Municipal Jack Marin

O Estádio Municipal Jack Marin foi fundado em 25 de outubro de 1947, e possui um campo de futebol com área de 60 x 90 metros, duas quadras poliesportivas, vestiários, departamento médico e administrativo, sala de atendimento multidisciplinar e refeitório. O local atualmente é sede da primeira escola de futebol de campo e futebol de salão para crianças e jovens, além de atender a clubes de várzea à noite e aos fins de semana.
O estádio recebeu o nome de Jack Marin por meio do decreto municipal nº 18.721 em 11 de março de 1983.

## Estado Atual
Em 2007, o lago do Parque rompeu devido à intensidade das chuvas na cidade naquele ano. Milhares de tilapias e carpas foram parar nos córregos Pedra Azul e Jurubatuba, que são muito poluídos. Apenas 300 peixes e 48 aves foram resgatadas e levadas ao Parque Ibirapuera. Só para encher o lago, depois da retirada do lodo para diminuir o mau cheiro deixado pelos peixes mortos, foram necessários 7 dias. O lago voltou a romper e esvaziar-se por conta das chuvas em 2009. Em 2010, o lago começou a passar por reformas para instalação de um vertedouro para impedir que mais chuvas voltassem a provocar o rompimento e esvaziamento do lago.
A rede de esgoto do Parque também é um problema. Em dias de calor, o cheiro forte de esgoto se espalha pelo Parque e é motivo de reclamação por parte de seus visitantes e moradores da região. A varrição que é feita periodicamente também parece não ser suficiente, pois há quem reclame da sujeira local deixada, principalmente, por folhas e galhos caídos das árvores. Além disso, pontos cegos no entorno do Parque são utilizados como locais de descarte ilegal de lixo e entulho.
Apesar do processo de tombamento visar proteger a estrutura do Parque de possíveis novas obras e cessão de áreas a proprietários privados, obras irregulares ainda ocorrem na região.

## Galeria

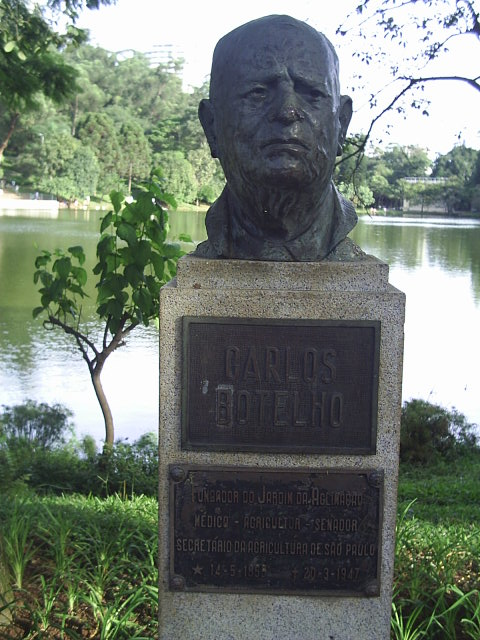
Carlos Botelho, fundador do parque
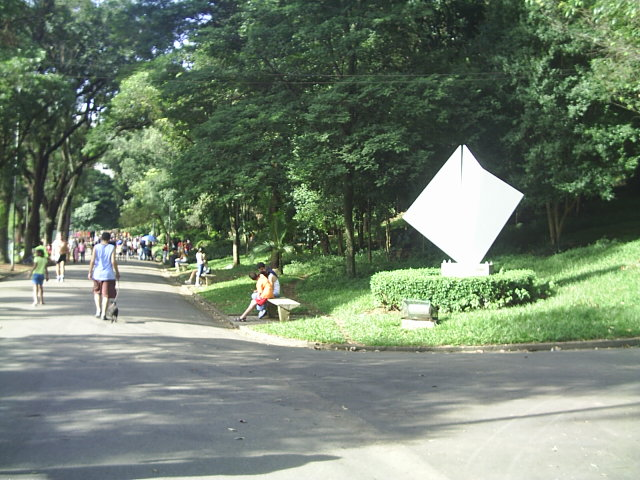
Obras de arte espalhadas pelo parque
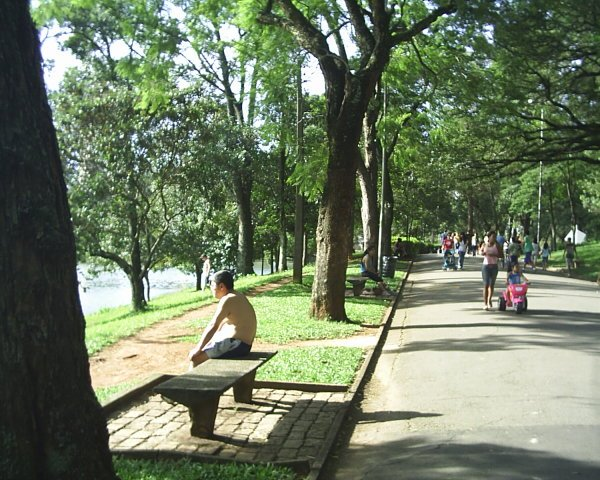
Pessoas frequentando o parque
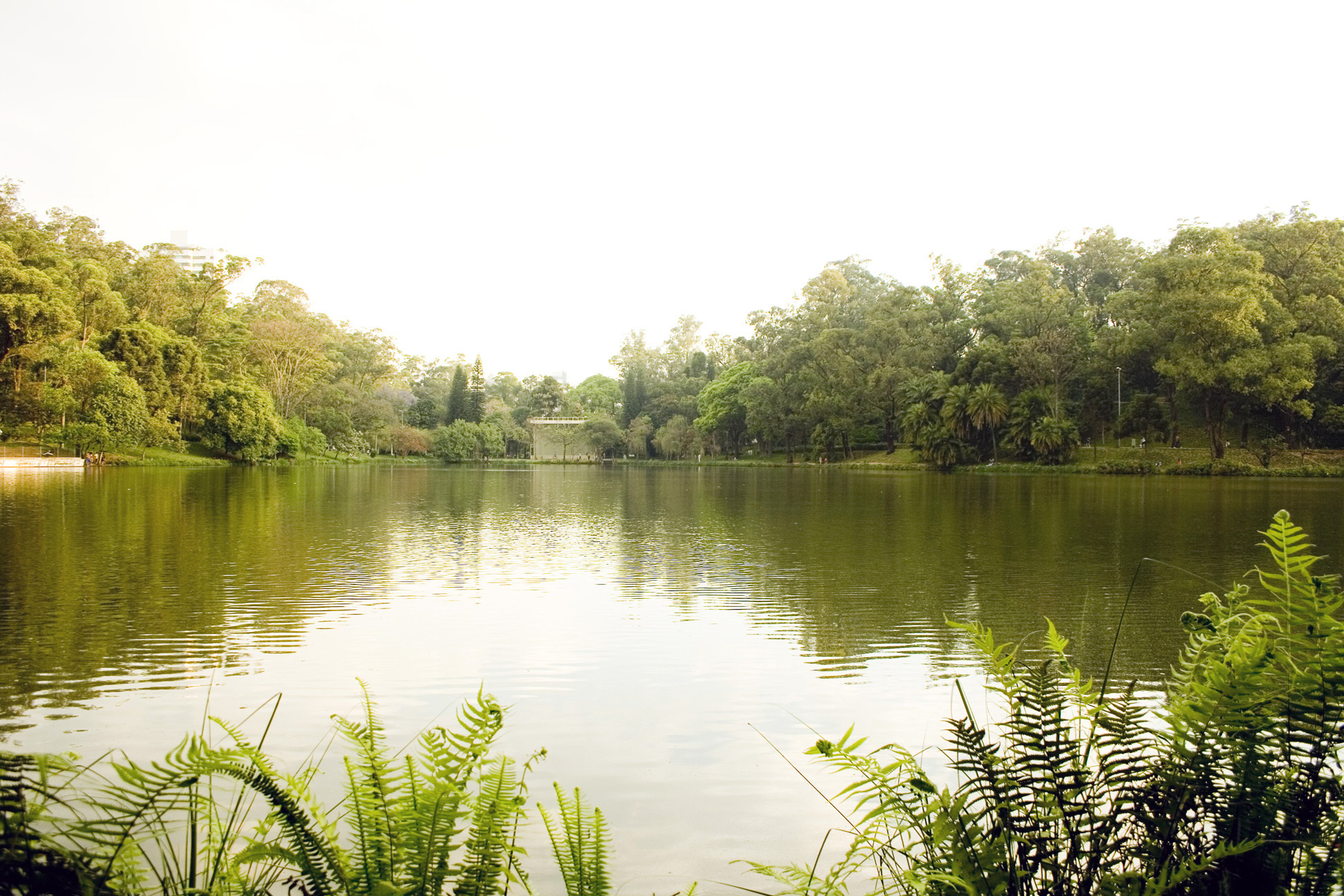
Lago do parque
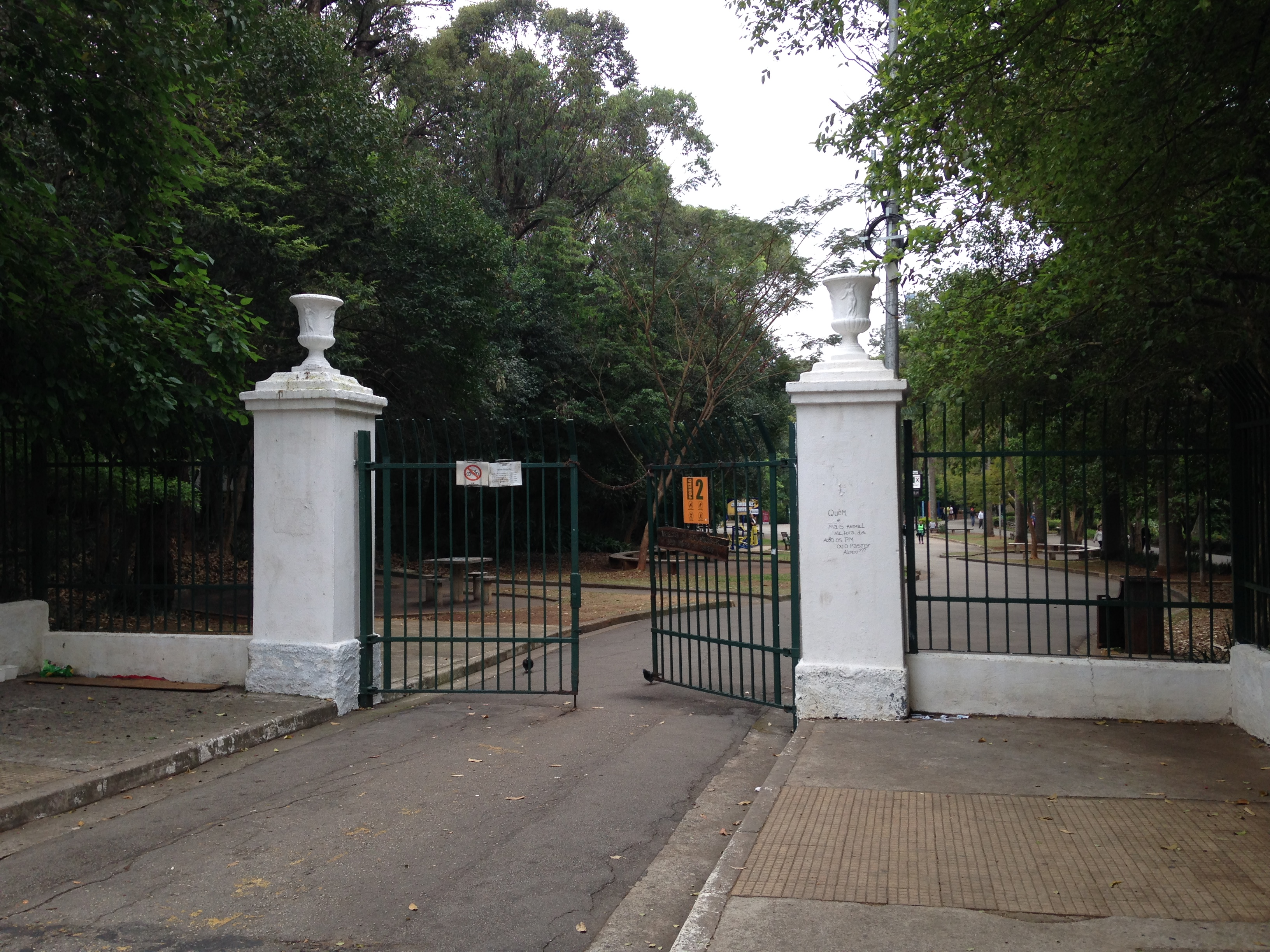
Entrada 2 do parque
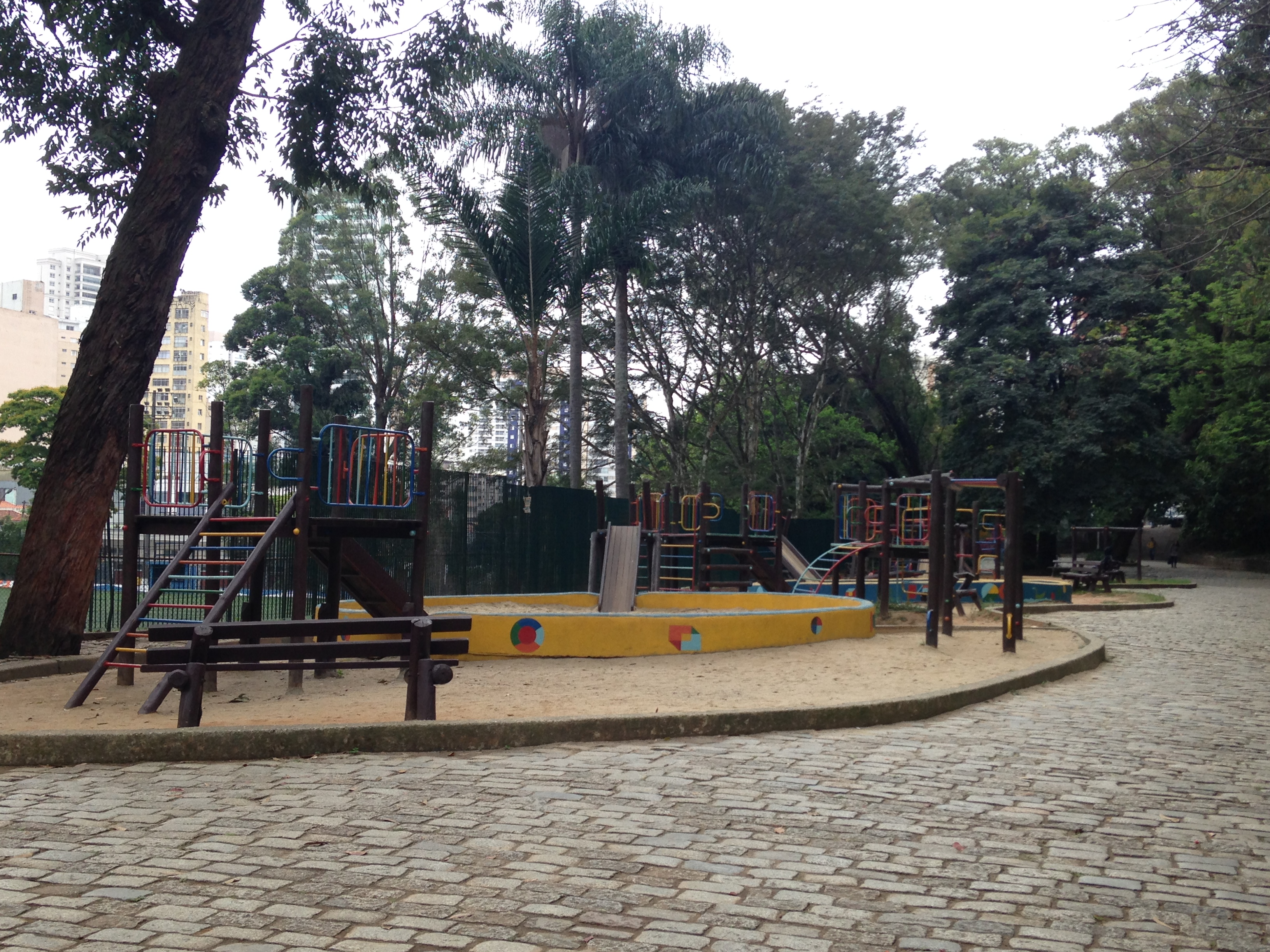
Área para recreação infantil no parque
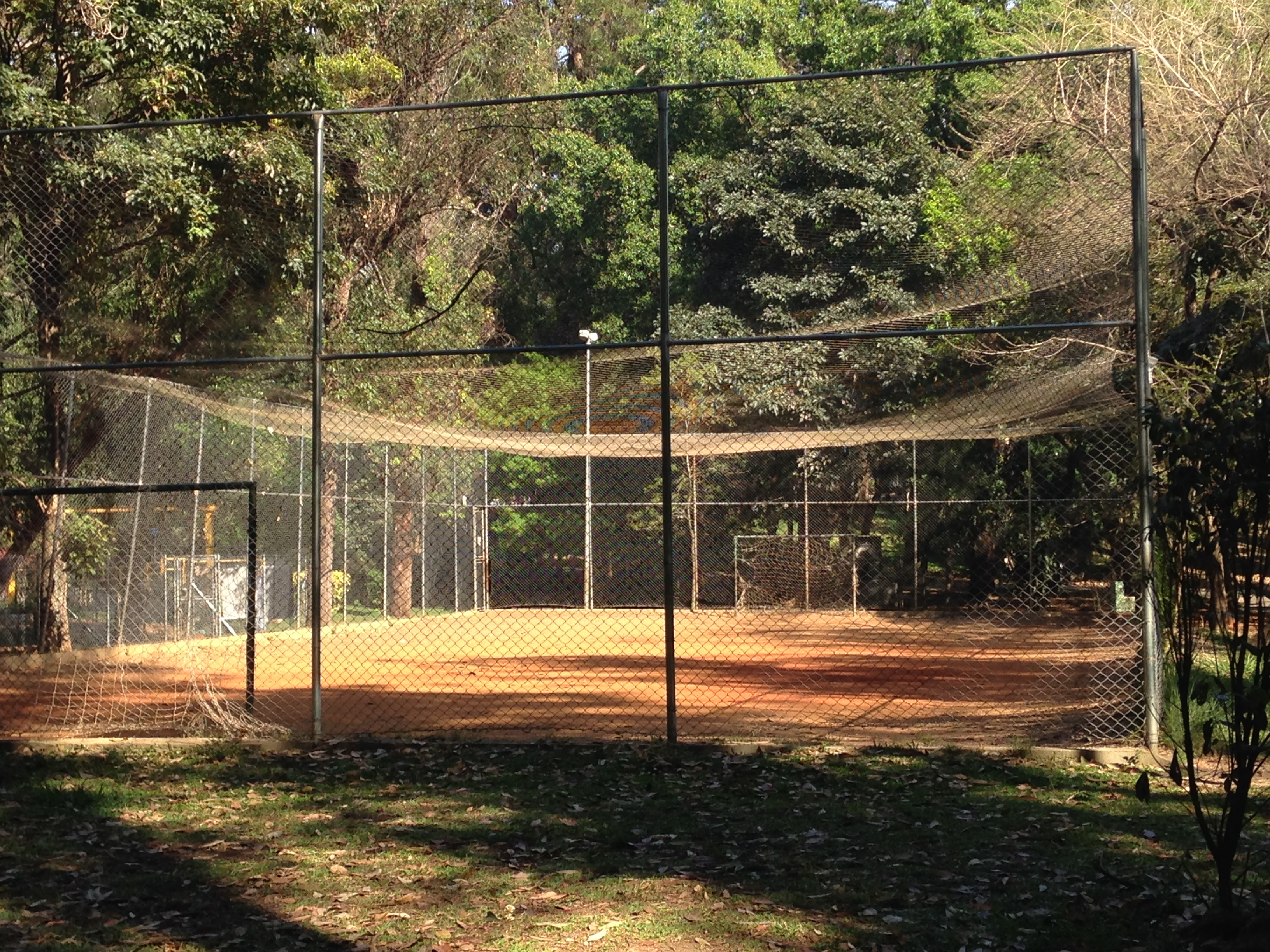
Campo de futebol de terra no parque
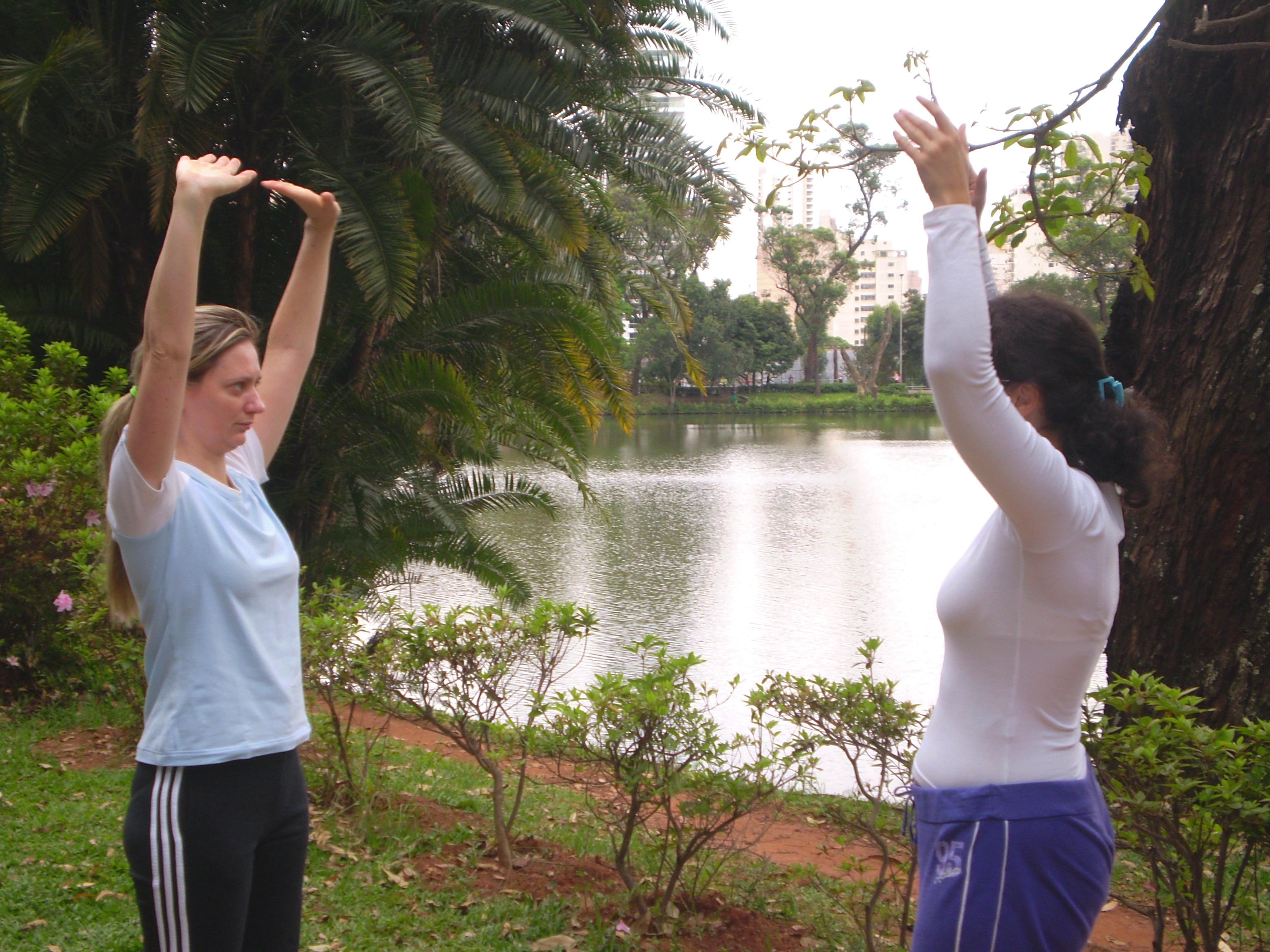
lazer e saúde na Aclimação
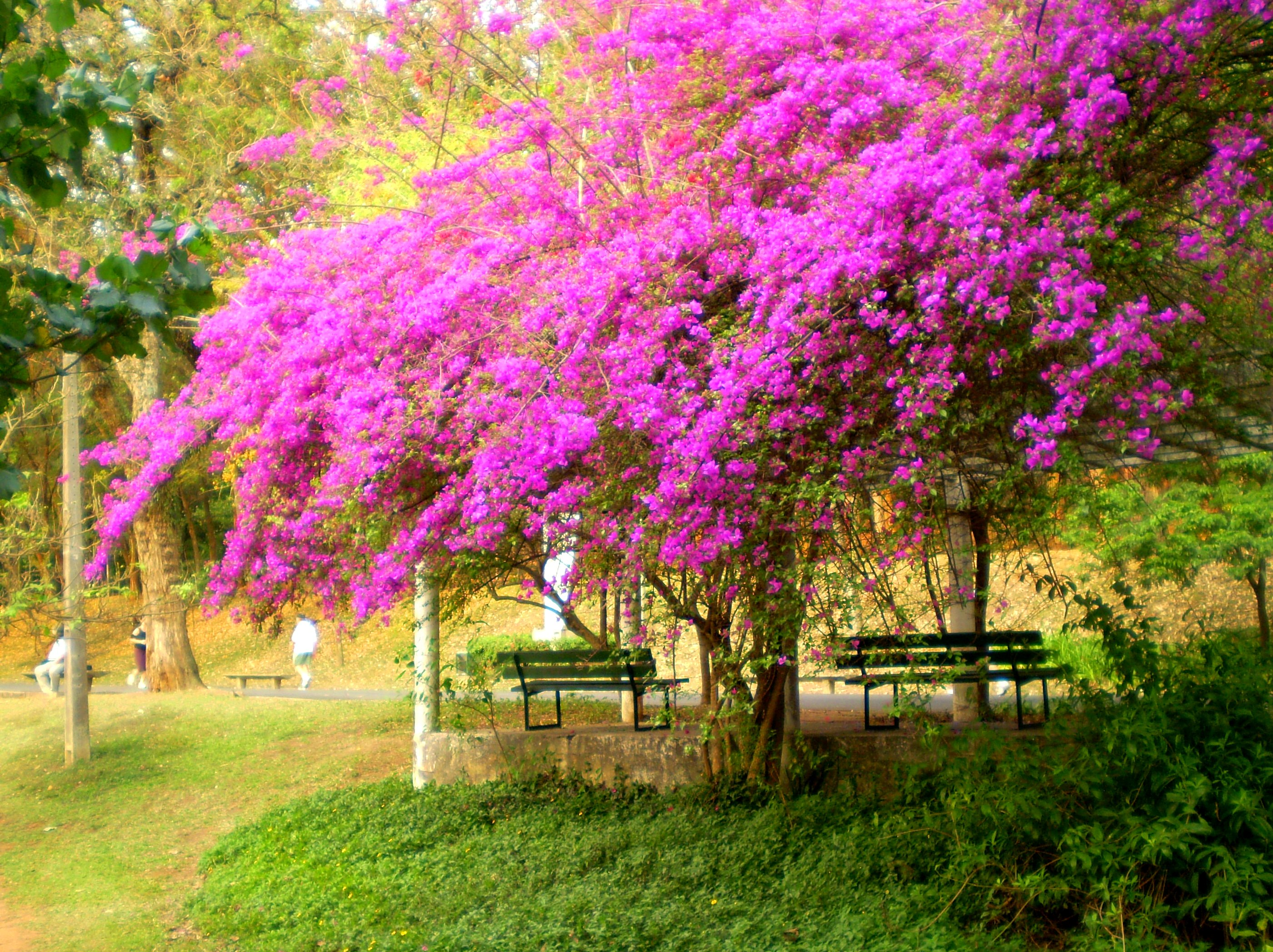
Flora do parque
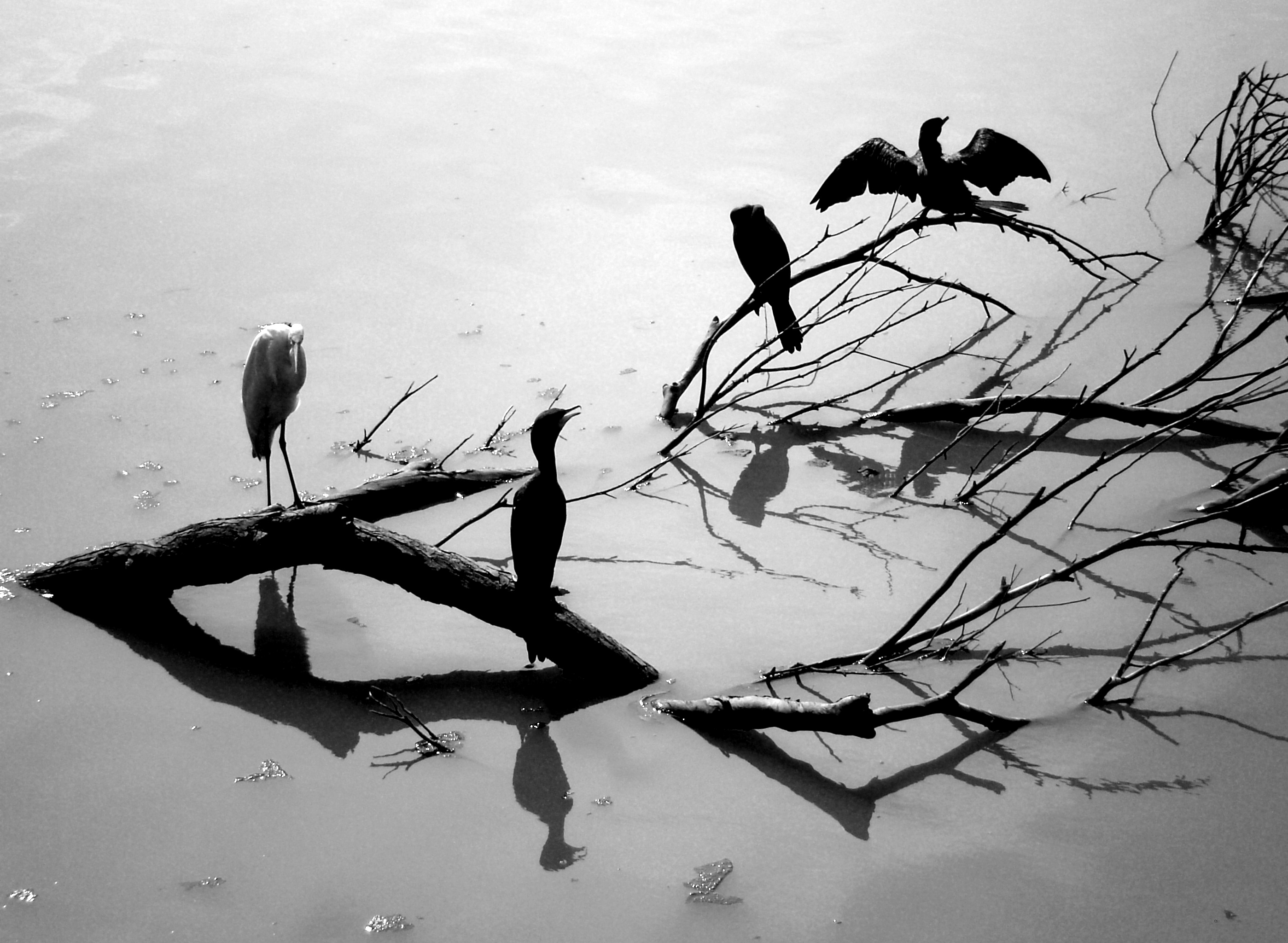
fauna do parque